# Armadillo sordidus
Armadillo sordidus är en kräftdjursart som beskrevs av Helmut Schmalfuss 1996. Armadillo sordidus ingår i släktet Armadillo och familjen Armadillidae. Inga underarter finns listade i Catalogue of Life.